# Nobuyuki Yashiki
Nobuyuki Yashiki (屋敷 伸之, Yashiki Nobuyuki) (né le 18 janvier 1972 à Sapporo) est un joueur professionnel de shogi japonais. Il est connu pour avoir été le plus jeune joueur à accéder à la finale d'un titre majeur, le plus jeune joueur à en avoir obtenu un et le plus jeune joueur à avoir réussi à conserver un titre majeur.

## Biographie

### Premières années
Yashiki termine troisième du Meijin des écoliers (ja) en 1983, et remporte deux ans plus tard le Meijin de la catégorie d'âge supérieure (ja). La même année il intègre le centre de formation de la fédération japonaise de shogi sous la tutelle de Toyoichi Igarashi. Il passe professionnel en 1988.

### Carrière au shogi
Yashiki a joué à l'âge de 17 ans et 11 mois sa première finale d'un titre majeur en novembre 1989 face à Makoto Nakahara pour le Kisei ; il est battu par 2 victoires à 3 mais obtient le record de la plus jeune participation à une finale,.
Les deux se retrouvent en juin 1990, toujours en finale du Kisei, mais l'emporte cette fois-ci par 3 victoires à 2 après avoir été mené 2 à 0. Il devient à 18 ans et 6 mois le plus jeune détenteur de titre, 1 an et 10 mois après être passé professionnel,,. Il conserve le titre en novembre de la même année face à Taku Morishita par 3 victoires à 1. Il perd son titre à l'édition suivante face à Yoshikazu Minami par 1 victoire contre 3.
Yashiki reconquiert le Kisei en 1997 face à Hiroyuki Miura, mais le reperd ensuite face à Masataka Goda.

## Palmarès
Yashiki a disputé sept finales de titres majeurs, et a remporté le Kisei trois fois. Il a également remporté deux titres secondaires.

### Titres majeurs
| Titre | Années                 | Nombre de victoires |
| ----- | ---------------------- | ------------------- |
| Kisei | 1990 (deux fois), 1997 | 3                   |

### Classement annuel des gains en tournoi
Yashiki a figuré dans le Top 10 du classement annuel des joueurs de shogi remportant le plus de gains (ja) trois fois depuis 1993.
| Année | Montant gagné | Rang |
| ----- | ------------- | ---- |
| 1996  | 27 890 000 ¥  | 6e   |
| 1997  | 35 550 000 ¥  | 3e   |
| 1998  | 29 370 000 ¥  | 5e   |

### Parties commentées
- (en) [vidéo] « Yashiki - Watanabe (5 juin 2009, Classe B1) », sur YouTube